# Marfa Girl
Marfa Girl è un film del 2012 diretto da Larry Clark e distribuito sul suo sito web. Il film segue un gruppo di giovani che vivono nella città di Marfa, nel Texas occidentale. Ha vinto il Marc'Aurelio d'Oro per il miglior film al Festival di Roma del 2012.

## Trama
Il film segue Adam, un sedicenne che vive nella città di Marfa, in Texas, e le sue relazioni sessuali con la sua ragazza adolescente

## Produzione
Marfa Girl è stato girata esclusivamente a Marfa, una piccola città nella Contea di Presidio, in Texas. La città era stata precedentemente utilizzata come location per il film del 1956 Il gigante, che era anche l'ultimo film interpretato da James Dean. Clark ha scelto un mix di attori professionisti e non professionisti per i ruoli in Marfa Girl.

## Distribuzione
Marfa Girl ha debuttato al Festival del cinema di Roma nel 2012, dove ha vinto il primo premio. Il 20 novembre 2012, Marfa Girl è stato rilasciato sul sito di Larry Clark al prezzo di $ 5,99 per l'accesso in streaming di un giorno. Non era previsto il rilascio del film nelle sale o in DVD. Clark ha detto che questa distribuzione solo online era un modo per aggirare i "distributori di Hollywood disonesti". I film precedenti di Clark, come  Ken Park, hanno infatti avuto difficoltà nella distribuzione a causa dei loro argomenti.
Il 19 maggio 2014, la Spotlight Pictures ha annunciato di aver ottenuto i diritti mondiali di distribuzione del film su tutte le piattaforme; successivamente l'accesso in streaming al film è stato rimosso dal sito web di Larry Clark..
Il 14 ottobre 2014, la Breaking Glass Pictures ha annunciato l'acquisizione dei diritti di distribuzione in Nord America da Spotlight Pictures. Breaking Glass Pictures ha pubblicato Marfa Girl teatralmente e su VOD il 3 aprile 2015. Il DVD è stato pubblicato il 23 giugno 2015.

## Accoglienza
Nonostante abbia vinto il premio per il miglior film al Festival di Roma, la maggiore attenzione critica rivolta a Marfa Girl è stata generalmente più tiepida nel suo entusiasmo. Boyd van Hoeij di Variety ha elogiato la cinematografia mentre dirigeva le critiche alla recitazione di alcuni membri del cast e alla trama generalmente superficiale, menzionando che "il sesso e la nudità sono abbondanti quanto la trama e i personaggi adolescenti sono magri." Jordan Mintzer di The Hollywood Reporter ha elogiato alcuni aspetti del dialogo e della cinematografia, ma ha affermato che la cinematografia non era "nulla di nuovo" e ha osservato a volte come se "fosse stata strappata da una pubblicità di Levi's."

## Riconoscimenti
- 2012 – Festa del Cinema di Roma
  - Marc'Aurelio d'Oro per il miglior film

## Sequel
Nel 2018 Larry Clark ne ha diretto un sequel intitolato Marfa Girl 2.